# Gonydactylus martinstolli
Gonydactylus martinstolli este o specie de șopârle din genul Gonydactylus, familia Gekkonidae, descrisă de Darevsky, Helfenberger, Orlov și Shah 1998. Conform Catalogue of Life specia Gonydactylus martinstolli nu are subspecii cunoscute.